# Fuentespreadas
Fuentespreadas és un municipi de la província de Zamora a la comunitat autònoma de Castella i Lleó. Limita al nord amb Jambrina i El Piñero, al sud amb El Maderal, a l'est amb San Miguel de la Ribera i Argujillo i a l'oest amb Cuelgamures i Santa Clara de Avedillo. El nom ve del llatí Fontibus Predatis, que voldria dir fuentes de poco valor.

## Demografia
| 1991 | 1996 | 2001 | 2004 |
| ---- | ---- | ---- | ---- |
| 460  | 422  | 383  | 374  |